# Папівіно
Папі́віно (рос. Папивино) — село у складі міського поселення Клин Клинського району Московської області Російської Федерації.
Первісна назва села — Голяді (рос. Голяди), пов'язана з давнім населенням цих місць, балтійським плем'ям голядь. У 1965 році перейменоване на часть Героя Радянського Союзу М. П. Піпівіна, який провів у ньому свої дитячі роки.

## Розташування
Село Папівіно входить до складу міського поселення Клин, воно розташовано на схід від міста Клин. Найближчий населений пункт Полуханово. Найближча залізнична станція Клин.

## Населення
Станом на 2010 рік у селі проживало 124 людей.

## Пам'ятки архітектури
У селі знаходиться пам'ятка історії місцевого значення — братська могила радянських воїнів, які загинули у 1941 р..
Також у селі є братська могила радянських льотчиків, які загинули у 1942 році.